# 萩山駅

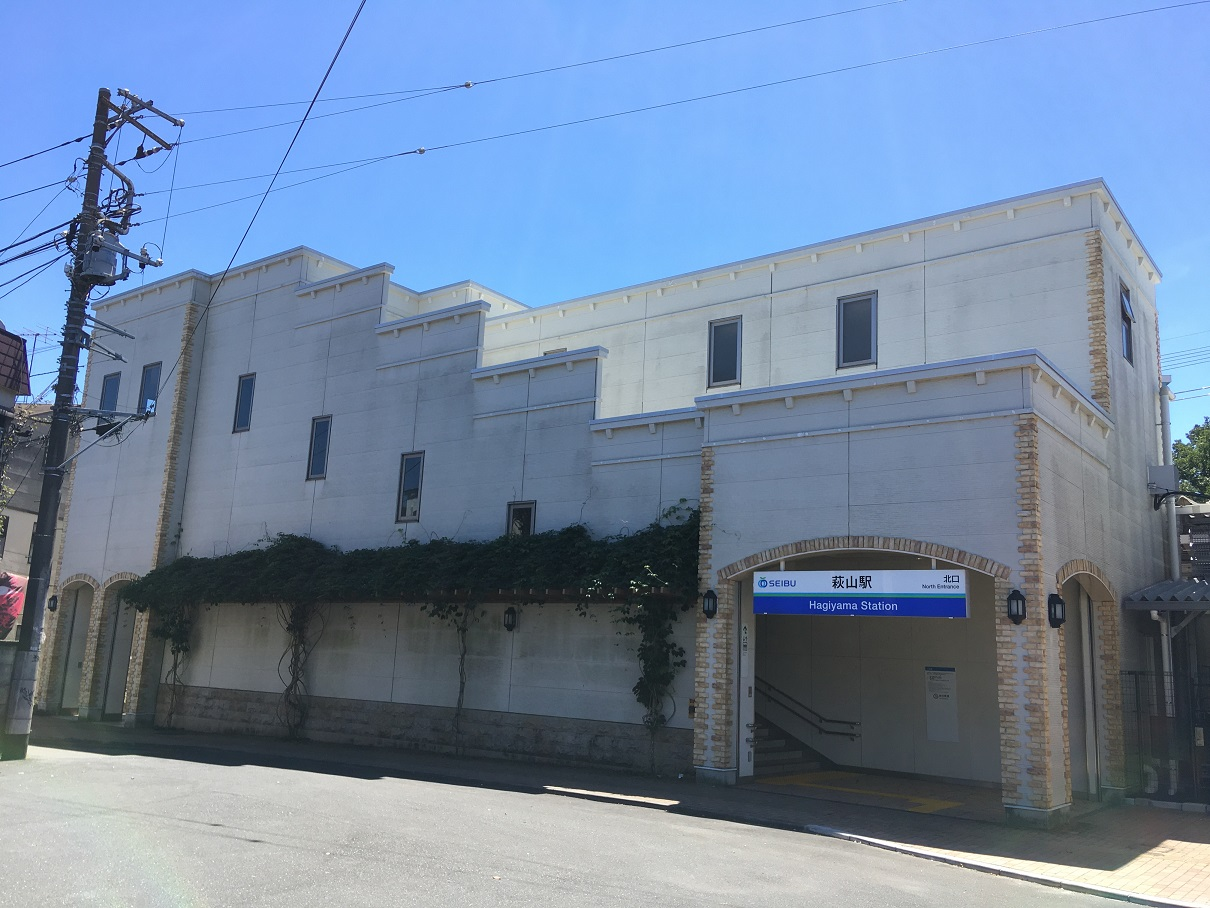
北口駅舎（2020年8月11日）

萩山駅（はぎやまえき）は、東京都東村山市萩山町二丁目にある、西武鉄道の駅である。

## 乗り入れ路線
多摩湖線と拝島線が乗り入れ、当駅で交差する形になっている。
拝島方面からの拝島線系統の列車については終日新宿線への直通が行われている。また、多摩湖線の多摩湖方面からの列車も一日数本程度であるが、拝島線小平方面、さらにその先の新宿線西武新宿駅方面への直通運転を行っている。2013年3月16日のダイヤ改正以前は西武遊園地（当時）方面からの大半の列車が小平駅まで直通していた。
駅番号は両路線個別で与えられ、多摩湖線はST04、拝島線はSS30となる。

## 歴史
開業当時は多摩湖鉄道の駅として現在の萩山保線区付近に設けられた終点駅で、車庫を設けていた。開業年の11月に本小平（小平駅の西に設置、1949年同駅に統合）まで延伸、1930年（昭和5年）にはYの字に分かれるようにして多摩湖（開業時は村山貯水池駅）方面へと延びた。さらに、村山貯水池と小平を直通する線路も敷設され、デルタ線を形成していた。
そして、1958年（昭和33年）に駅を現在地に移転し、新宿線から当駅を経て多摩湖方面への直通ができるように改良された。同時に国分寺方面と小平を直通する線路は撤去された。
1962年（昭和37年）に拝島線がブリヂストンタイヤ（現ブリヂストン）東京工場への引き込み線を延伸する形で接続され、1979年（昭和54年）には複線化された。
2013年（平成25年）3月のダイヤ改正以前は、拝島方面及び西武遊園地方面の急行同士の連結(増結・解結)作業が同駅構内で行なわれており、2番線および3番線の中央部付近の軌道上には連結作業用の足場が設置されていた。

### 年表
- 1928年（昭和3年）4月6日 - 開業。
- 1958年（昭和33年）09月16日 - 現在地に移転。
- 1967年（昭和42年）11月 - 橋上駅完成。
- 1990年（平成2年）03月31日 - 橋上駅舎増改築完成[3]。
- 1992年（平成4年）ごろ - 自動改札機設置、3番線から国分寺への渡り線が設けられて現在地に移転。
- 2009年（平成21年） - エレベーター設置工事と屋根の葺き替え工事および駅案内サインの更新を実施。
- 2010年（平成22年）5月1日 - 定期券売り場を廃止。
- 2013年（平成25年）3月16日 - 萩山駅での増結・解結作業を廃止（拝島方面及び西武遊園地方面）[2]。

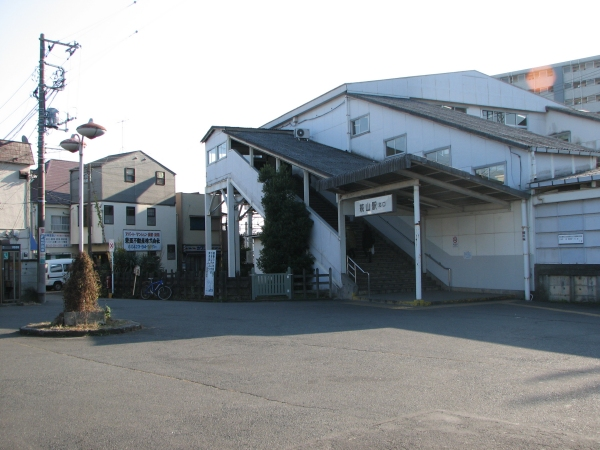
改修工事前の北口（2006年12月）

## 駅構造
単式1面1線ホームと島式1面2線ホームを持つ地上駅で、橋上駅舎を有している。島式ホーム部分が1・2番線、単式ホーム部分が3番線となっている。歴史的な経緯（前述）から複雑な線路構造になっており、発着ホームも変則的である。
かつて駅構内にはコンビニエンスストア「TOMONY」が有人営業していたが、2018年6月閉店。工事期間を経て同年8月に自動販売機型の無人店舗「TOMONY」として営業を再開した。
定期券を窓口及び自動定期券発売機で発売していたが、2010年（平成22年）5月1日に窓口が廃止された。 
2009年（平成21年）の改良工事完成に伴い、エレベーターが新設された。
多摩湖線管理所としてまとめる駅であり、国分寺駅を含めた多摩湖線内全駅と山口線の西武園ゆうえんち駅を管轄している。

### のりば
| ホーム | 路線     | 方向 | 行先               | 備考                             |
| ------ | -------- | ---- | ------------------ | -------------------------------- |
| 1      | 多摩湖線 | 上り | 国分寺方面         | 折り返し始発                     |
| 1      | 多摩湖線 | 下り | 多摩湖方面         | 国分寺方面からの列車             |
| 2      | 多摩湖線 | 下り | 多摩湖方面         | 小平方面からの列車と折り返し始発 |
| 2      | 拝島線   | 下り | 拝島方面           |                                  |
| 3      | 拝島線   | 上り | 小平・西武新宿方面 |                                  |
| 3      | 多摩湖線 | 上り | 国分寺方面         | 多摩湖方面からの列車             |

- 多摩湖線は当駅からの区間運転の列車もあり、国分寺方面の列車は1番線、多摩湖方面の列車は2番線で折り返す。
- 3番線はホームの途中に多摩湖線国分寺方面への分岐器が設置され、ホーム端で2番線の線路と平面交差する。このため2番線に列車（4両編成を除く）が停車中の場合、3番線から国分寺方面の列車は発車することができない（小平方面へは発車可能）。
- 国分寺発多摩湖行の列車が当駅を出発した後、2回にわたりポイントを通過する。この時は非常に大きく揺れる。
- 駅南側には萩山保線区がある。また、駅西側には電留線が設けられている。
- ホームが曲線状になっており、電車到着時に大きな隙間ができることから、2009年（平成21年）末頃に注意喚起放送が導入された。

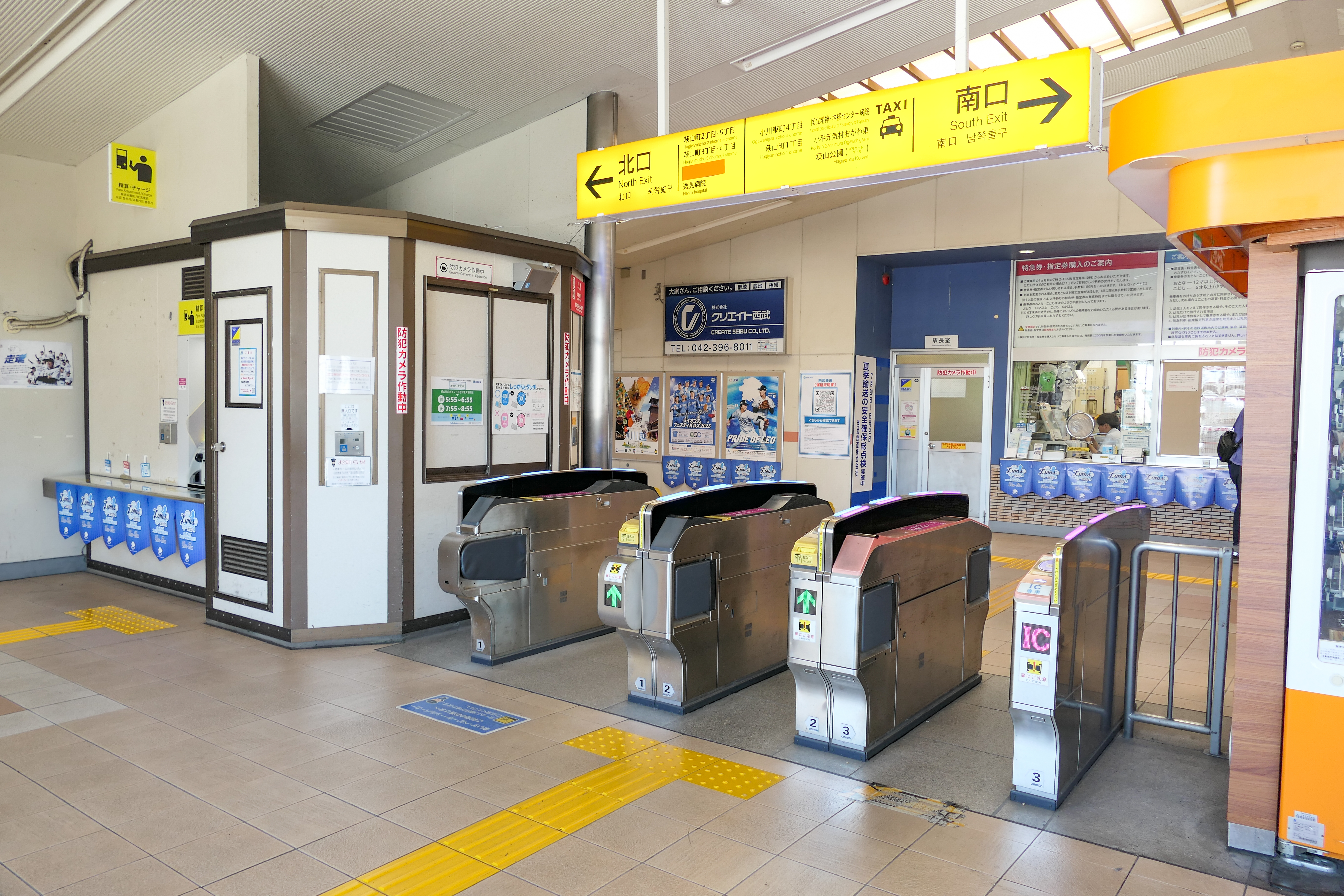
改札口（2023年7月）
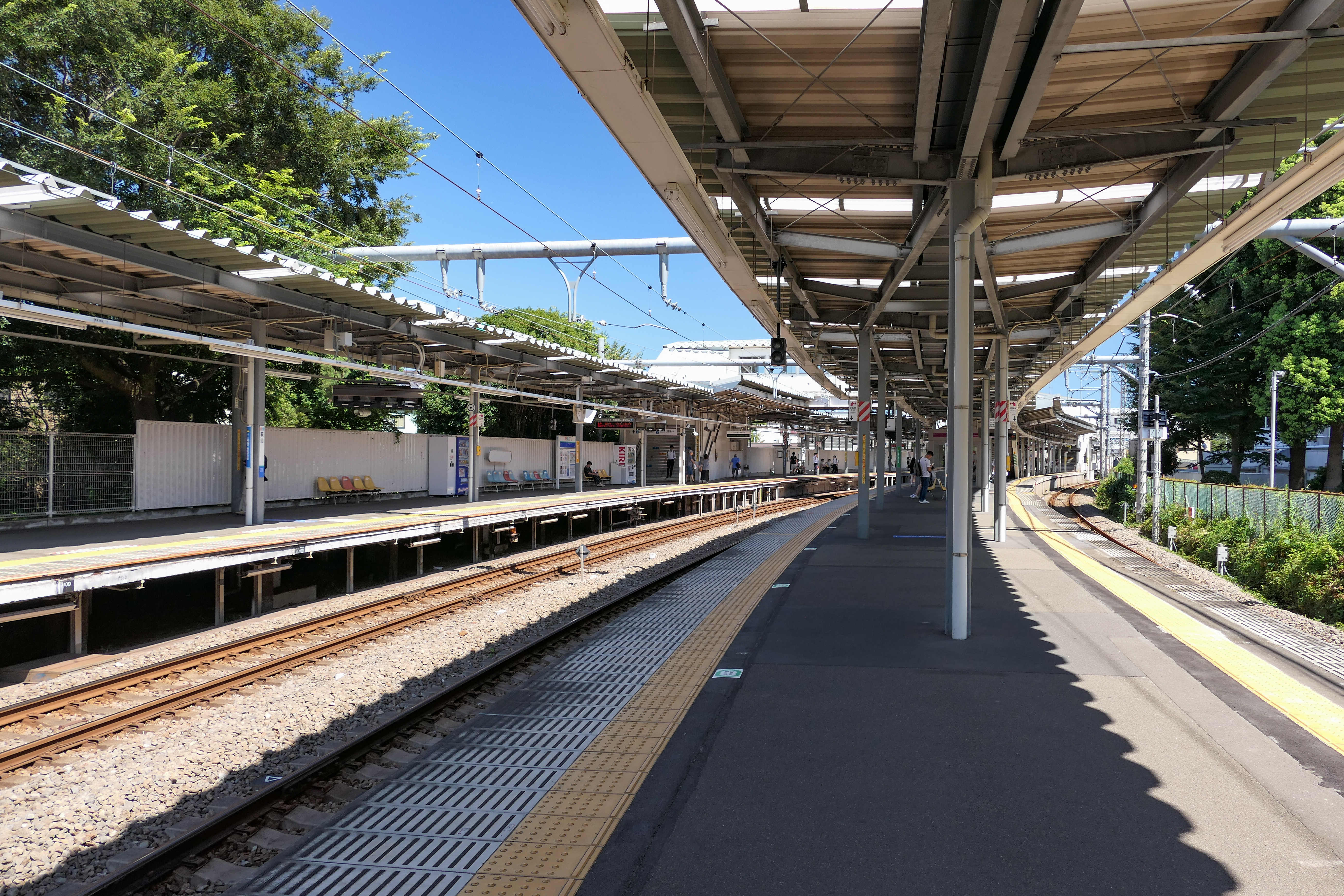
ホーム（2023年7月）
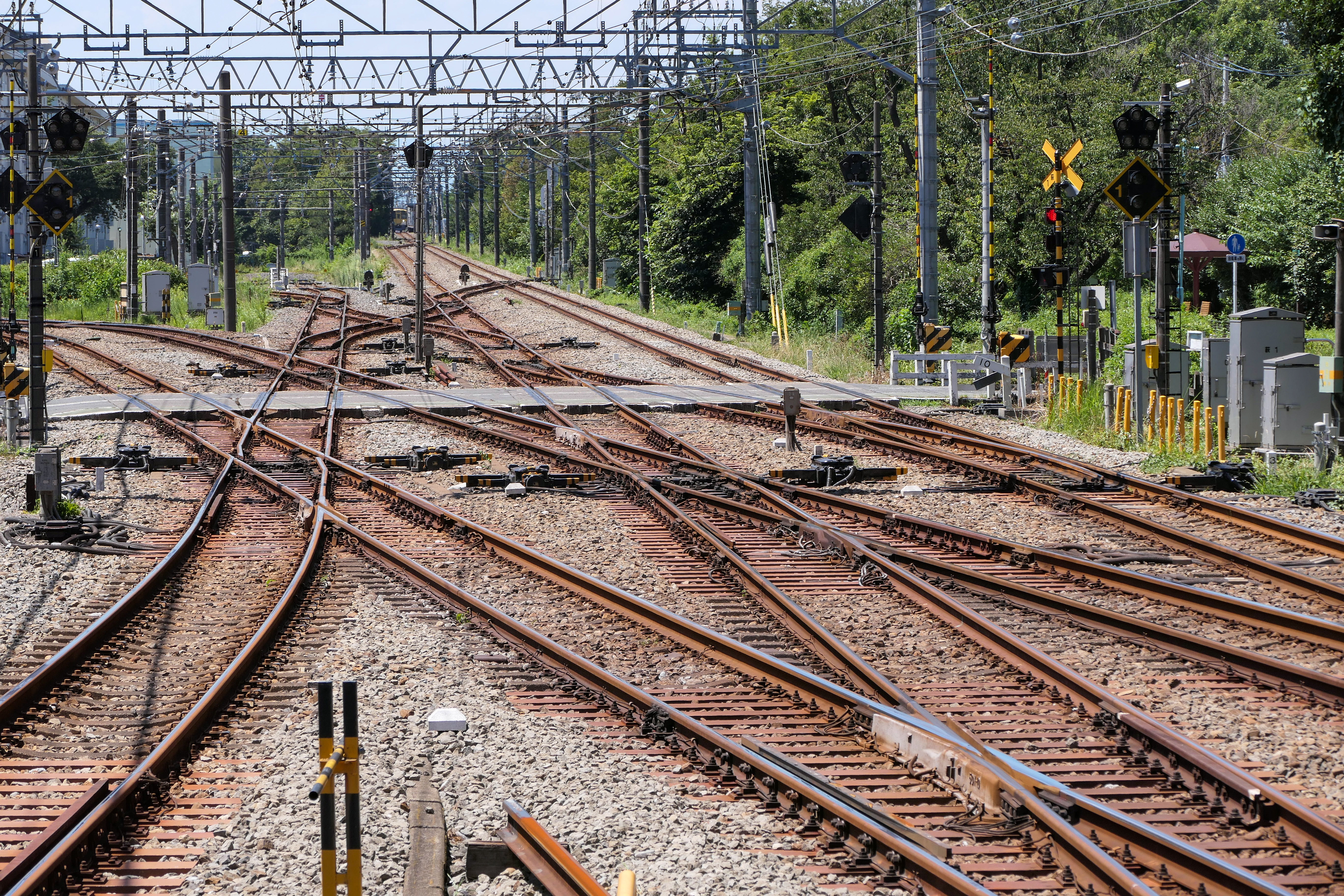
拝島・多摩湖方面の分岐点（2023年7月）

## 利用状況
2024年度の1日平均乗降人員は9,179人である。西武鉄道全92駅中70位。この値は、多摩湖線・拝島線間の乗換客を含まない。
小平・久米川両駅も近隣にあり利用者は少ない。近年の1日平均乗車人員の推移は下表の通り。
| 年度               | 多摩湖線 | 拝島線 | 出典     |
| ------------------ | -------- | ------ | -------- |
| 1992年（平成04年） | 2,008    | 3,515  | [ * 1 ]  |
| 1993年（平成05年） | 2,071    | 3,468  | [ * 2 ]  |
| 1994年（平成06年） | 2,132    | 3,373  | [ * 3 ]  |
| 1995年（平成07年） | 2,087    | 3,325  | [ * 4 ]  |
| 1996年（平成08年） | 2,052    | 3,356  | [ * 5 ]  |
| 1997年（平成09年） | 1,959    | 3,288  | [ * 6 ]  |
| 1998年（平成10年） | 1,816    | 3,258  | [ * 7 ]  |
| 1999年（平成11年） | 1,784    | 3,230  | [ * 8 ]  |
| 2000年（平成12年） | 1,753    | 3,208  | [ * 9 ]  |
| 2001年（平成13年） | 1,701    | 3,184  | [ * 10 ] |
| 2002年（平成14年） | 1,622    | 3,071  | [ * 11 ] |
| 2003年（平成15年） | 1,645    | 3,066  | [ * 12 ] |
| 2004年（平成16年） | 1,641    | 3,068  | [ * 13 ] |
| 2005年（平成17年） | 1,710    | 3,099  | [ * 14 ] |
| 2006年（平成18年） | 1,627    | 3,132  | [ * 15 ] |
| 2007年（平成19年） | 1,669    | 3,183  | [ * 16 ] |
| 2008年（平成20年） | 1,742    | 3,263  | [ * 17 ] |
| 2009年（平成21年） | 1,773    | 3,364  | [ * 18 ] |
| 2010年（平成22年） | 1,775    | 3,400  | [ * 19 ] |

近年の1日平均乗降人員・乗換人員の推移は下表の通り。
| 年度               | 多摩湖線 | 拝島線 | 乗換人員 |
| ------------------ | -------- | ------ | -------- |
| 2003年（平成15年） | 3,347    | 6,224  | 24,876   |
| 2004年（平成16年） | 3,306    | 6,217  | 25,214   |
| 2005年（平成17年） | 3,394    | 6,279  | 25,500   |
| 2006年（平成18年） | 3,300    | 6,347  | 25,713   |
| 2007年（平成19年） | 3,358    | 6,403  | 26,733   |
| 2008年（平成20年） | 3,468    | 6,529  | 27,698   |
| 2009年（平成21年） | 3,507    | 6,700  | 27,998   |
| 2010年（平成22年） | 3,457    | 6,743  | 26,472   |
| 2011年（平成23年） | 3,517    | 6,815  | 26,411   |
| 2012年（平成24年） | 3,519    | 6,804  | 26,873   |
| 2013年（平成25年） | 3,507    | 6,704  | 25,519   |
| 2014年（平成26年） | 3,481    | 6,672  | 24,373   |
| 2015年（平成27年） | 3,525    | 6,674  | 24,008   |
| 2016年（平成28年） | 3,526    | 6,618  | 24,454   |
| 2017年（平成29年） | 3,586    | 6,595  | 24,668   |
| 2018年（平成30年） | 3,616    | 6,689  | 24,925   |
| 2019年（令和元年） | 3,533    | 6,585  | 24,604   |
| 2020年（令和02年） | 2,564    | 4,865  | 17,979   |

## 駅周辺
南口は江戸街道（東村山市道）に面しており、小さなロータリーがある。鉄道分岐点の駅だが、路線バスは乗り入れていない。江戸街道の南側は小平市となる。
北口は多摩湖自転車歩行者道に面しており、周辺は住宅地である。
なお、駅の西方200メートル程にJR武蔵野線の東村山トンネルが通っているが、同線に駅は設置されていない。

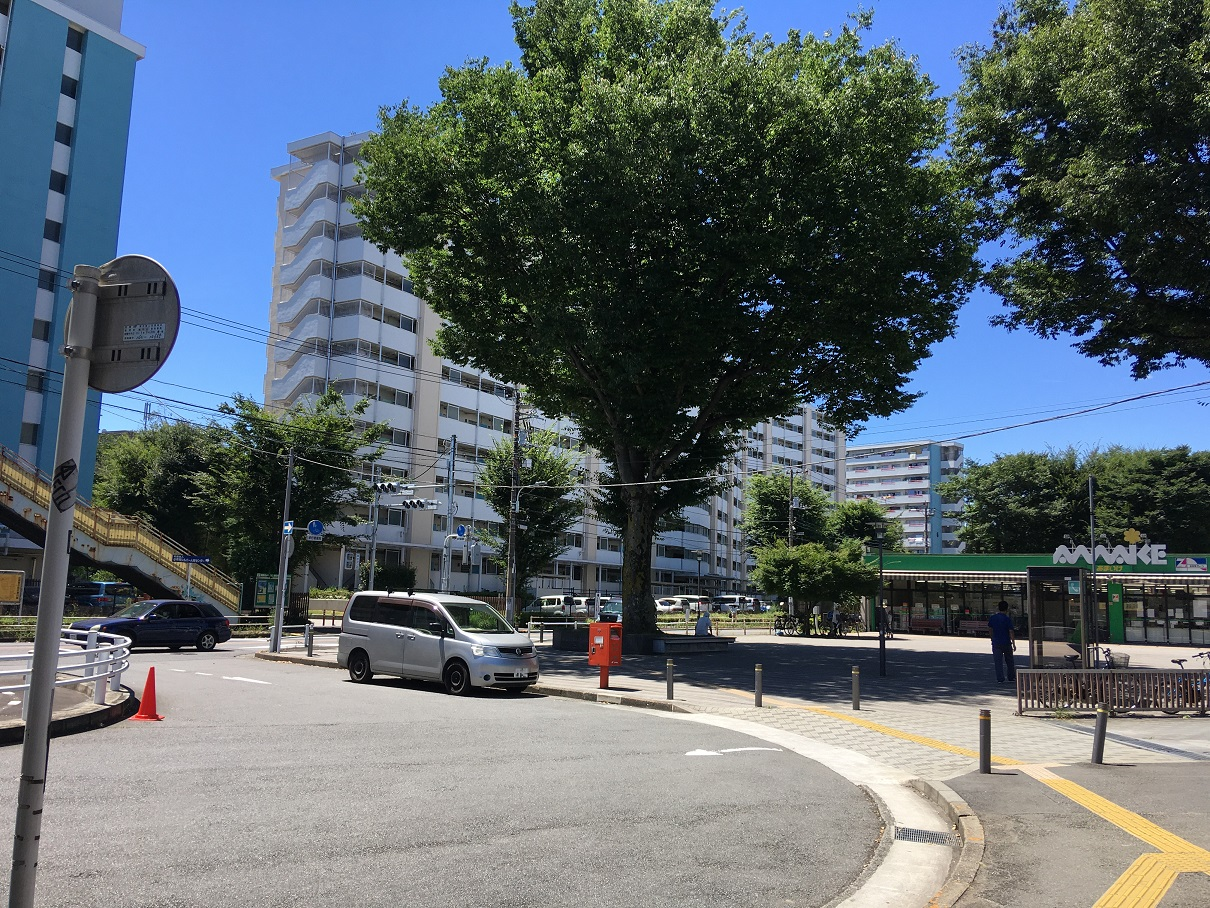
南口ロータリー（2020年8月）
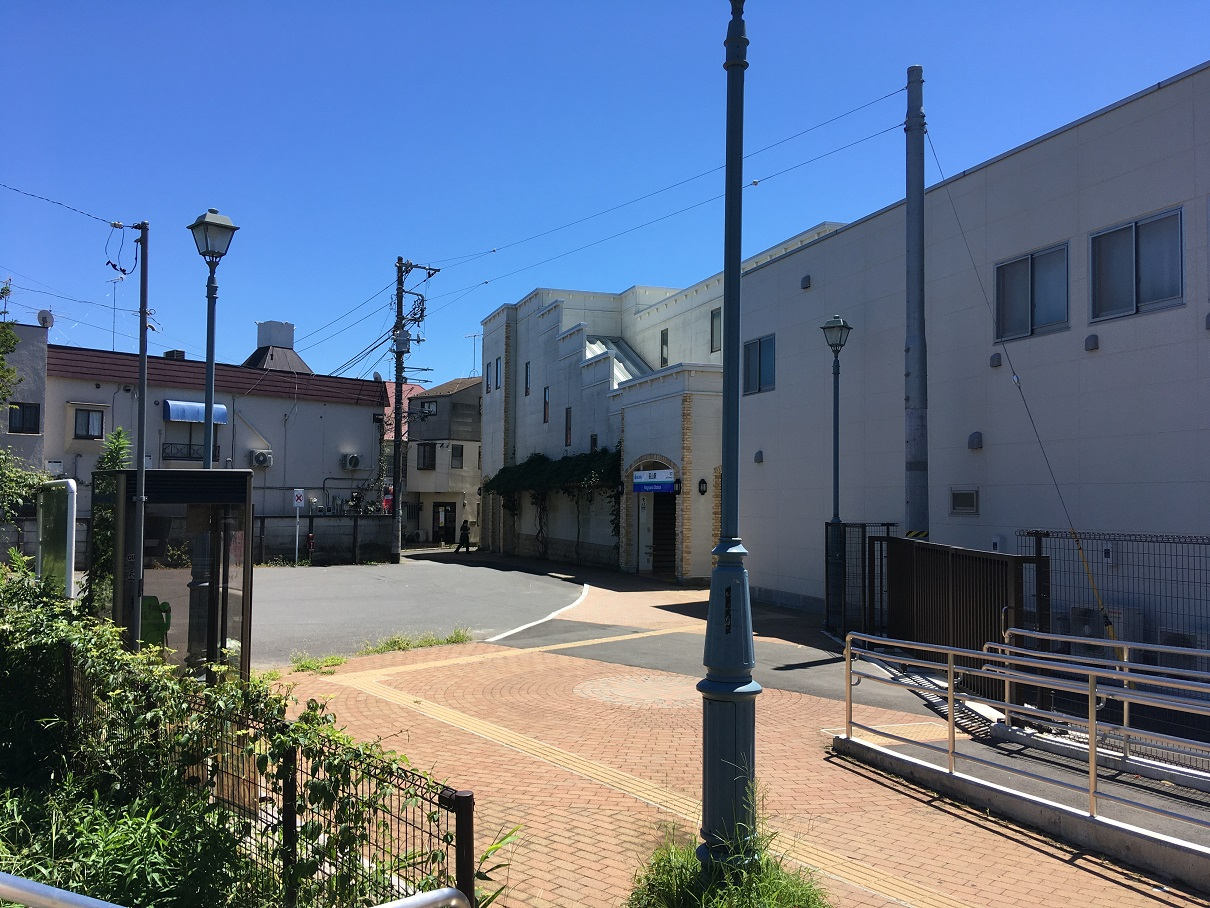
北口広場（2020年8月）

### 南口
- UR都市機構萩山団地
- 国立精神・神経医療研究センター・病院
- 小平市立萩山公園プール
- 東京都立萩山実務学校
- ブリヂストン 東京工場
- スーパーあまいけ萩山駅前店

以前は狭山そばの店が駅前にあったが、その後は讃岐うどん店「讃味」が営業していた。現在は調剤薬局になっている。

### 北口
- 多摩湖自転車歩行者道
- 東村山市立萩山小学校

かつては西武グループの萩山テニスコートがあったが、2005年（平成17年）9月30日をもって閉鎖された。跡地は、東京都の民設公園制度を利用し活用第一号となった東京都認定民設公園「萩山四季の森公園」とマンション「Brillia L-Sio 萩山」が建設されている。

## 隣の駅
西武鉄道
 多摩湖線
■急行（多摩湖線内は各駅に停車）
小平駅（拝島線）(SS19) - 萩山駅 (ST04) - 八坂駅 (ST05)
■各駅停車
青梅街道駅 (ST03) - 萩山駅 (ST04) - 八坂駅 (ST05)
 拝島線
■拝島ライナー（上りは乗車専用）・■急行・■準急・■各駅停車（いずれも拝島線内は各駅に停車）
小平駅 (SS19) - 萩山駅 (SS30) - 小川駅 (SS31)